# Euphrasia brevilabris
Euphrasia brevilabris är en snyltrotsväxtart som beskrevs av Yi F.Wang, Y.S.Lian och G.Z.Du. Euphrasia brevilabris ingår i släktet ögontröster, och familjen snyltrotsväxter. Inga underarter finns listade i Catalogue of Life.